# Green Street 3: Never Back Down
Green Street 3: Never Back Down, cunoscut și ca Green Street Hooligans 3: Underground, sau simplu Green Street 3, este un film britanic din 2013, cea de-a treia parte din seria de filme despre huligani sportivi Green Street, și o continuare a filmului din 2009 Green Street 2. Filmul este regizat de Jesse V. Johnson.